# USS Kline (APD-120)
USS Kline (APD-120) là một tàu vận chuyển cao tốc lớp Crosley, nguyên được cải biến từ chiếc DE-687, một tàu hộ tống khu trục lớp Rudderow, và đã phục vụ cùng Hải quân Hoa Kỳ trong Chiến tranh Thế giới thứ hai. Nó là chiếc tàu chiến duy nhất của Hải quân Hoa Kỳ được đặt cái tên này, theo tên thủy thủ Stanley Fly Kline (1901-1942), người từng được biệt phái sang phục vụ cùng đội chống phá hoại trên chiếc HMS Hartland (Y00) của Hải quân Hoàng gia Anh trong Chiến dịch Torch tại Bắc Phi, đã tử trận tại Oran, Algeria vào ngày 8 tháng 11, 1942 và được truy tặng Huân chương Ngôi sao Bạc. Nó đã phục vụ cho đến khi chiến tranh kết thúc, xuất biên chế năm 1947, rồi được chuyển cho Đài Loan năm 1966 và tiếp tục phục vụ cùng Hải quân Trung Hoa dân quốc như là chiếc ROCS Shou Shan (PF-37/PF-893/PF-837) (壽山-Thọ Sơn) cho đến năm 1979. Con tàu cuối cùng bị đánh chìm như mục tiêu vào năm 2000. Kline được tặng thưởng hai Ngôi sao Chiến trận do thành tích phục vụ trong Thế Chiến II.

## Thiết kế và chế tạo
Thiết kế của lớp Crosley dựa trên việc cải biến lớp tàu hộ tống khu trục Rudderow. Cấu trúc thượng tầng con tàu được mở rộng, đồng thời tháo dỡ bớt vũ khí trang bị để lấy chỗ bố trí nơi nghỉ cho 162 binh lính được vận chuyển cùng khoảng 40 tấn trang bị. Hệ thống động lực tương tự như với các lớp Buckley và Rudderow; là kiểu động cơ turbine-điện General Electric, cung cấp điện năng cho mô-tơ điện để dẫn động hai trục chân vịt.
Dàn vũ khí được giữ lại bao gồm một khẩu pháo 5 inch (130 mm)/38 cal bố trí một phía trước mũi; ba khẩu đội pháo phòng không Bofors 40 mm nòng đôi và sáu pháo phòng không Oerlikon 20 mm; vũ khí chống ngầm gồm hai đường ray Mk. 9 để thả mìn sâu. Thủy thủ đoàn đầy đủ bao gồm 15 sĩ quan và 168 thủy thủ; và con tàu được bố trí tiện nghi để vận chuyển 12 sĩ quan cùng 150 binh lính đổ bộ.
Kline được đặt lườn như là chiếc DE-687 tại xưởng tàu của hãng Bethlehem Steel Corp. ở Quincy, Massachusetts vào ngày 27 tháng 5, 1944. Nó được hạ thủy vào ngày 27 tháng 6, 1944, được đỡ đầu bởi bà Hazel Kline, vợ góa thủy thủ Kline. Đang khi được hoàn thiện, con tàu được xếp lại lớp như một tàu vận chuyển cao tốc vào ngày 17 tháng 7, 1944, mang ký hiệu lườn mới APD-120, và nhập biên chế cùng Hải quân Hoa Kỳ vào ngày 18 tháng 10, 1944 dưới quyền chỉ huy của Hạm trưởng, Đại úy Hải quân Benjamin F. Uran.

## Lịch sử hoạt động

### USSKline
Đang khi tiến hành chạy thử máy huấn luyện tại khu vực Bermuda, vào ngày 6 tháng 11, 1944, Kline đã cứu vớt chín người sống sót từ chiếc khí cầu lớp K K-34 của Hải quân, vốn buộc phải hạ cánh do một cơn bão. Sau khi hoàn tất chạy thử máy, con tàu chuẩn bị để được điều sang khu vực Mặt trận Thái Bình Dương, khởi hành từ Norfolk, Virginia vào ngày 24 tháng 12, và đi đến Trân Châu Cảng vào ngày 20 tháng 1, 1945.
Kline huấn luyện phối hợp cùng các đội phá hoại dưới nước (UDT: Underwater Demolition Team) tại vùng biển Hawaii cho đến khi khởi hành vào ngày 14 tháng 2 để đi sang Leyte thuộc quần đảo Philippine. Nó tiếp tục thực hành tập trận nhằm chuẩn bị cho chiến dịch đổ bộ tiếp theo, cho đến khi đi đến ngoài khơi Okinawa vào ngày 26 tháng 3. Đội UDT được phối thuộc đã tiến hành trinh sát và dọn dẹp các chướng ngại vật trên các lối tiếp cận hòn đảo, và sau khi cuộc đổ bộ chính diễn ra vào ngày 1 tháng 4, con tàu tiếp tục ở lại khu vực để hoạt động như trạm cột mốc radar canh phòng và tuần tra chống tàu ngầm. Hỏa lực phòng không của con tàu đã bắn rơi một máy bay đối phương vào ngày 1 tháng 4, và trợ giúp cho việc bắn rơi một chiếc nữa vào ngày 6 tháng 4.
Rời khu vực Okinawa vào ngày 16 tháng 4, Kline trải qua sáu tuần lễ tiếp theo được sửa chữa và huấn luyện. Nó lên đường đi Borneo vào ngày 2 tháng 6, bắn hải pháo hỗ trợ cho cuộc đổ bộ lên vịnh Brunei, Borneo vào ngày 10 tháng 6, và đến ngày 24 tháng 6 đã đưa UDT được phối thuộc đến hỗ trợ cho việc đổ bộ lên Balikpapan. Nó rời vùng biển Đông Ấn thuộc Hà Lan vào ngày 7 tháng 7 để quay trở về Hoa Kỳ, đi ngang qua các quần đảo Caroline và Marshall trước khi về đến Oceanside, California vào ngày 5 tháng 8. Con tàu vẫn đang được đại tu tại vùng bờ Tây khi Nhật Bản chấp nhận đầu hàng vào ngày 15 tháng 8, giúp chấm dứt vĩnh viễn cuộc xung đột.
Hoàn tất việc sửa chữa, Kline lên đường hướng sang Viễn Đông, đi đến Sasebo, Nhật Bản vào ngày 20 tháng 9 để làm nhiệm vụ trinh sát dọn chướng ngại vật dưới nước. Nó tiếp tục công việc tương tự tại Nagasaki trước khi quay trở về San Diego, California vào ngày 19 tháng 10, và chuẩn bị để tham gia hoạt động "Magic Carpet", đưa những cựu chiến binh Hoa Kỳ ở nước ngoài hồi hương. Nó thực hiện một chuyến "Magic Carpet" từ Trân Châu Cảng, đưa 110 hành khách về đến San Diego vào ngày 19 tháng 11. Hai ngày sau đó, nó lên đường để chuyển sang vùng bờ Đông Hoa Kỳ.
Đi đến Norfolk vào ngày 5 tháng 12, Kline được đại tu để chuẩn bị ngừng hoạt động. Nó đi đến Green Cove Springs, Florida vào ngày 28 tháng 1, 1946, và được cho xuất biên chế tại đây vào ngày 10 tháng 3, 1947, được đưa về Đội Florida trực thuộc Hạm đội Dự bị Đại Tây Dương. Sau gần 19 năm bị bỏ không trong thành phần dự bị, tên nó được cho rút khỏi danh sách Đăng bạ Hải quân vào ngày 15 tháng 1, 1966.

### ROCSShou Shan(PF-37)
Vào ngày 22 tháng 1, 1966 hoặc 22 tháng 2, 1966, Kline được chuyển cho Trung Hoa dân quốc trong khuôn khổ Chương trình Viện trợ Quân sự, và tiếp tục phục vụ cùng Hải quân Trung Hoa dân quốc như là tàu frigate ROCS Shou Shan (PF-37) (壽山-Thọ Sơn). Số hiệu tàu sau được đổi thành PF-893 và sau đó thành PF-837. Shou Shan xuất biên chế vào ngày 16 tháng 3, 1997, và sau đó bị loại bỏ như một mục tiêu cho thực hành không kích vào ngày 18 tháng 10, 2000.

## Phần thưởng
Kline được tặng thưởng hai Ngôi sao Chiến trận do thành tích phục vụ trong Thế Chiến II.
|                           |  |  |
| Bronze star · Bronze star |  |  |

| Huân chương Chiến dịch Hoa Kỳ                                           |                                      |                                         |
| Huân chương Chiến dịch Châu Á-Thái Bình Dương với 2 Ngôi sao Chiến trận | Huân chương Chiến thắng Thế Chiến II | Huân chương Phục vụ Chiếm đóng Hải quân |